# 河北煤炭科學研究院
河北煤炭科學研究院，前身為河北煤炭科學研究所，屬於冀中能源邢礦集團旗下公司，是在1978年成立。
主要業務包括事矿井辅助运输设备开发、矿井防治水、矿井物探、矿井支护等技术研究及应用，主要产品有普轨卡轨车、猴车，洗煤重介质、支护系列产品、无极绳牵引普轨卡轨车（顺槽梭车）、架空乘人运输系统(猴车)、进罐推车机、矿山支护产品和洗煤用重介质。无极绳牵引普轨卡轨车（顺槽梭车）、架空乘人运输系统和进罐推车机等產品。

## 外部連結
- 河北煤炭科學研究院 （页面存档备份，存于）